# Verdensmesterskabet i fodbold 1974 - finalen
Finalen om verdensmesterskabet i fodbold 1974 var den 10. finale siden turneringens etablering i 1930. Den blev spillet den 7. juli 1974 foran 75.200 tilskuere på Olympiastadion i den sydtyske by München, og skulle finde vinderen af VM i fodbold 1974. De deltagende hold var hjemmeholdet Vesttyskland og Holland. Det tyske hold vandt kampen med 2-1, og det var anden gang Tyskland blev verdensmestre.
Kampen blev ledet af den britiske dommer Jack Taylor.

## Kampen

### Detaljer
| 7. juli 1974 16:00 (CET) |

| Holland            | 1 – 2   | Vesttyskland                       |
| ------------------ | ------- | ---------------------------------- |
| Neeskens 2' (str.) | Rapport | 25' (str.) Breitner · 43' Müller · |

| Olympiastadion, München Tilskuere: 75.200 Dommer: Jack Taylor (England) |

| Holland | Vesttyskland |